# Osmín Aguirre y Salinas
Osmín Aguirre y Salinas, född 25 december 1889 i San Miguel, död 12 juli 1977, var president i El Salvador från 21 oktober 1944 till 1 mars 1945. 